# نوكيا 5730
نوكيا 5730 (بالإنجليزية: Nokia 5730 XpressMusic)‏ هو هاتف محمول من نوكيا يعمل بنظام سيمبيان، تم طرحه في الأسواق في 2009.

## الخصائص
- نظام التشغيل: سيمبيان
- الشاشة: 320 × 240
- الوزن: 135 غرام